# Calaxius euophthalmus
Calaxius euophthalmus är en kräftdjursart som först beskrevs av De Man 1905.  Calaxius euophthalmus ingår i släktet Calaxius och familjen Axiidae. Inga underarter finns listade i Catalogue of Life.